# Campagna della Nuova Guinea
La campagna della Nuova Guinea fu una serie di fatti bellici occorsi durante la seconda guerra mondiale nel teatro dell'Oceano Pacifico e iniziati l'8 marzo 1942, quando l'esercito imperiale sbarcò sull'isola conquistandone rapidamente il litorale settentrionale. La mancata conquista della base alleata a Port Moresby, però, che pure era stata tentata nel maggio e nel settembre 1942, provocò il progressivo ripiegamento del Giappone, che per il luglio 1944 aveva perduto tutte le posizioni strategiche dell'isola, ove rimasero poche deboli guarnigioni.
I combattimenti videro le forze armate giapponesi all'attacco dell'isola di Nuova Guinea, suddivisa tra i possedimenti australiani, (odierna Papua Nuova Guinea) e la Nuova Guinea olandese (attuale Irian Jaya): la conquista dell'isola era condizione necessaria per minacciare l'invasione dell'Australia.
A questi si opposero le truppe dei paesi del Commonwealth nell'area del Pacifico, assistite dalle forze britanniche e statunitensi, oltre che da quanto rimaneva delle forze olandesi originariamente stazionate nelle allora Indie Olandesi, arresesi ai giapponesi il 9 marzo 1942.

## Il dilagare giapponese in Nuova Guinea
Dopo l'attacco di Pearl Harbor del 7 dicembre 1941 il Giappone si era impegnato in una enorme campagna militare in tutto il Pacifico, combattendo simultaneamente contro Regno Unito, Stati Uniti e Paesi Bassi. Dopo i primi quattro mesi di guerra i Paesi Bassi erano già stati estromessi da ogni loro colonia, l'Inghilterra era stata premuta alle frontiere dell'India, nelle Filippine gli americani resistevano solo nella penisola di Bataan e a Corregidor. L'ottima situazione strategica consentì ai giapponesi di iniziare l'attacco alla grande isola della Nuova Guinea, l'ultimo scudo naturale dell'Australia. Partiti dalle basi di recente acquisite nella Nuova Britannia, i giapponesi sbarcarono l'8 marzo nel golfo di Houn, abbattendo rapidamente le simboliche guarnigioni australiane e conquistando in poco tempo tutta la parte settentrionale dell'isola. Nonostante, però, il continuo rafforzamento delle nuove posizioni quali Lae, rimaneva in mano alleata ancora un ostacolo: la città di Port Moresby, sulla costa sud. Tra giapponesi e australiano-americani iniziò allora una quotidiana lotta aerea, con i primi che bombardavano la base alleata e i secondi che contrastavano le incursioni nipponiche e attaccavano a loro volta gli aeroporti a Lae e Salamua. Era chiaro ai giapponesi che Port Moresby doveva essere conquistata. Ma lo sbarco, organizzato per il 7 maggio, dovette essere rimandato a causa della troppo forte presenza navale alleata, che avrebbe massacrato il convoglio, al quale fu ordinato di ripiegare: Port Moresby, rimasta in mano australiana, avrebbe giocato il ruolo di trampolino per la riconquista di tutta la Nuova Guinea.

## Vittoria alleata nel sud della Nuova Guinea

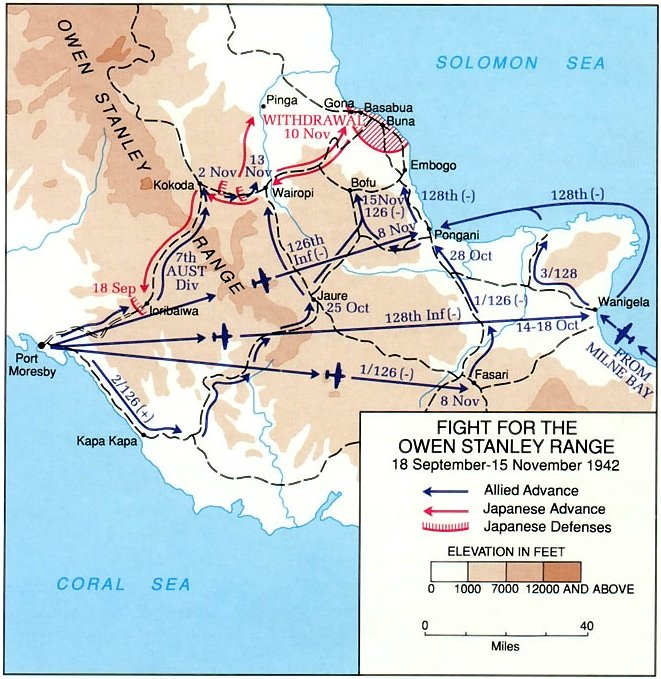
Lo svolgersi dell'offensiva giapponese verso Port Moresby e il successivo contrattacco alleato

Nonostante la sconfitta del Mar dei Coralli e la disfatta alle Midway, i capi dell'esercito programmarono una nuova offensiva in Nuova Guinea: infatti i militari giapponesi non avevano rinunciato ai loro piani di conquista dell'isola, ritenuta base indispensabile per l'invasione dell'Australia, che veniva creduta ancora possibile. Visto che l'assalto anfibio da solo non si era dimostrato un buon approccio, si organizzò un attacco via terra alla base alleata di Port Moresby, anche importante aeroporto della Royal Australian Air Force: mentre si sarebbe conquistata la punta sud orientale della Nuova Guinea con uno sbarco nella baia di Milne, condotto da chiatte e battelli, sarebbe stata condotta una pazzesca avanzata attraverso il territorio accidentato e praticamente senza vie di comunicazione dei Monti Owen Stanley fino alla città. Da parte alleata la difesa di Port Moresby era stata affidata all'Esercito australiano e ad alcuni reparti statunitensi, in larga parte genieri. Inopinatamente, furono però le forze australiane a prendere l'iniziativa: condussero un veloce raid contro le basi nipponiche di Lae e Salamaua agli inizi di luglio, disorganizzando momentaneamente gli avversari; il 12, secondo le direttive della Operazione Providence, occuparono il minuscolo villaggio di Kokoda nella zona centrale dei Monti Owen Stanley per prevenire le puntate giapponesi.

Il 21 luglio circa 16 000 soldati della Kaigun Tokubetsu Rikusentai misero piede a terra a Buna e Gona, sorprendendo gli australiani inferiori di numero che, dinanzi all'avanzata nipponica cominciata a inizio agosto decisero di ritirarsi a Port Moresby. Mentre le forze di terra penetravano nell'impervia regione montana, la flotta d'invasione, partita lo stesso giorno, giunse a destinazione il 25 agosto sbarcando a Rabí, ma dopo due settimane di feroci combattimenti i giapponesi abbandonarono la zona. Nel frattempo, alcuni battaglioni della milizia australiana, molti di essi di recente costituzione e non ancora addestrati, combatterono una testarda azione di retroguardia contro le numerose forze giapponesi in avanzata per il sentiero Kokoda, in un territorio aspro e malarico. La milizia, esaurita e severamente decimata dalle perdite, venne progressivamente sostituita alla fine di agosto da truppe regolari della seconda forza imperiale australiana, che tornavano dal fronte in Medio Oriente.

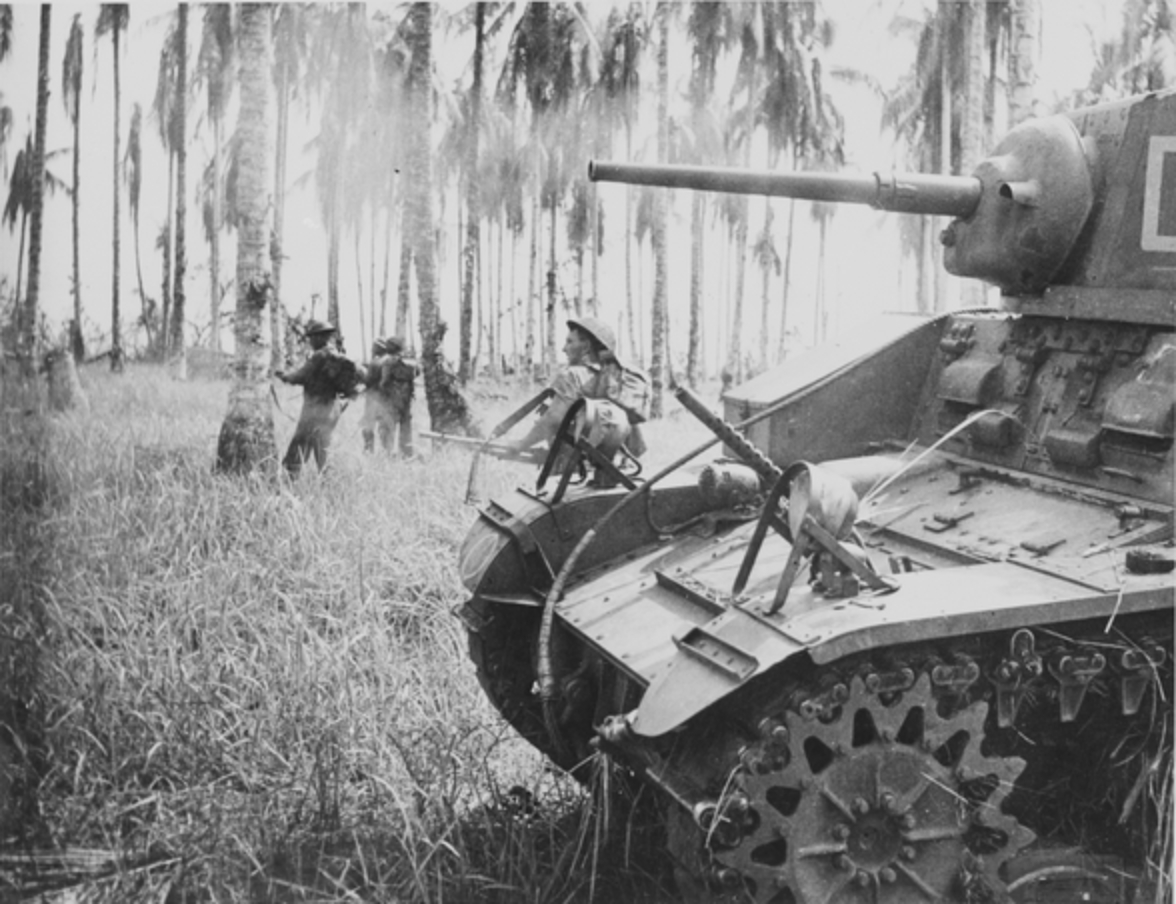
7 gennaio 1943. Forze Australiane attaccano posizioni giapponesi vicino Buna. Membri del 2/12th Infantry Battalion avanzano con la copertura di un carro Stuart del 2/6th Armoured Regiment contro bunker giapponesi. Una mitragliatrice del carro spara verso le cime degli alberi cercando di eliminare i cecchini

 Nonostante questo apporto, i nipponici si avvicinavano sempre più alla base alleata tanto che il 4 settembre si trovavano a 80 chilometri di distanza, mentre il 14 gli australiani cedettero Cima Imita, l'ultima montagna prima della città: ma il giorno successivo le colonne giapponesi, spossate dalle malattie tropicali e dall'inaudita marcia, furono sanguinosamente fermate a 35 chilometri da Port Moresby, subendo così la prima grave sconfitta terrestre dal 1939. Contemporaneamente truppe statunitensi sbarcarono per dare manforte alle truppe australiane
Ricacciate indietro le sfibrate truppe giapponesi e dopo aver lanciato a sua volta un attacco attraverso le piste dei Monti Owen Stanely per inseguire i nipponici in rotta, il generale MacArthur ideò una strategia innovativa, il cosiddetto metodo dei "salti della rana", che prevedeva attacchi mirati ad obiettivi importanti, avvicinandosi progressivamente al Giappone, ma trascurando volutamente presidi periferici di scarsa rilevanza operativa, come ad esempio le Indie Olandesi, che infatti furono liberate solo con la resa del Giappone.
La situazione continuava a deteriorarsi per il Giappone, in quanto le sempre più importanti e costose battaglie per Guadalcanal costrinsero il Quartier Generale imperiale a dirottare ogni rinforzo e approvvigionamento all'isola come anche le scarse riserve, ordinando di sospendere ogni altra azione offensiva in qualsiasi teatro e d'attestarsi: le truppe nipponiche in Nuova Guinea subirono così passivamente le iniziative alleate, tanto che MacArthur continuò la controffensiva australiano-americana: il 3 novembre, risalendo le piste montane, le forze alleate riconquistarono Kokoda nonostante la feroce resistenza giapponese e proseguendo a nord investirono il 9 dicembre 1942 le basi chiave di Buna e Gona sulla costa, accanitamente difese da circa 12 000 soldati imperiali, che cedettero solo dopo una settimana di battaglia. Per il 2 gennaio del 1943 tutta la parte orientale dell'isola era in mani alleate, e MacArthur iniziò a raggruppare e aumentare le proprie truppe, per riprendere il prima possibile l'offensiva. Già il 16 gennaio erano ripresi i combattimenti quando forze australiano-statunitensi attaccarono la base nipponica di Sanananda, infine conquistata il 25.

## Lo scacco nel mare di Bismarck

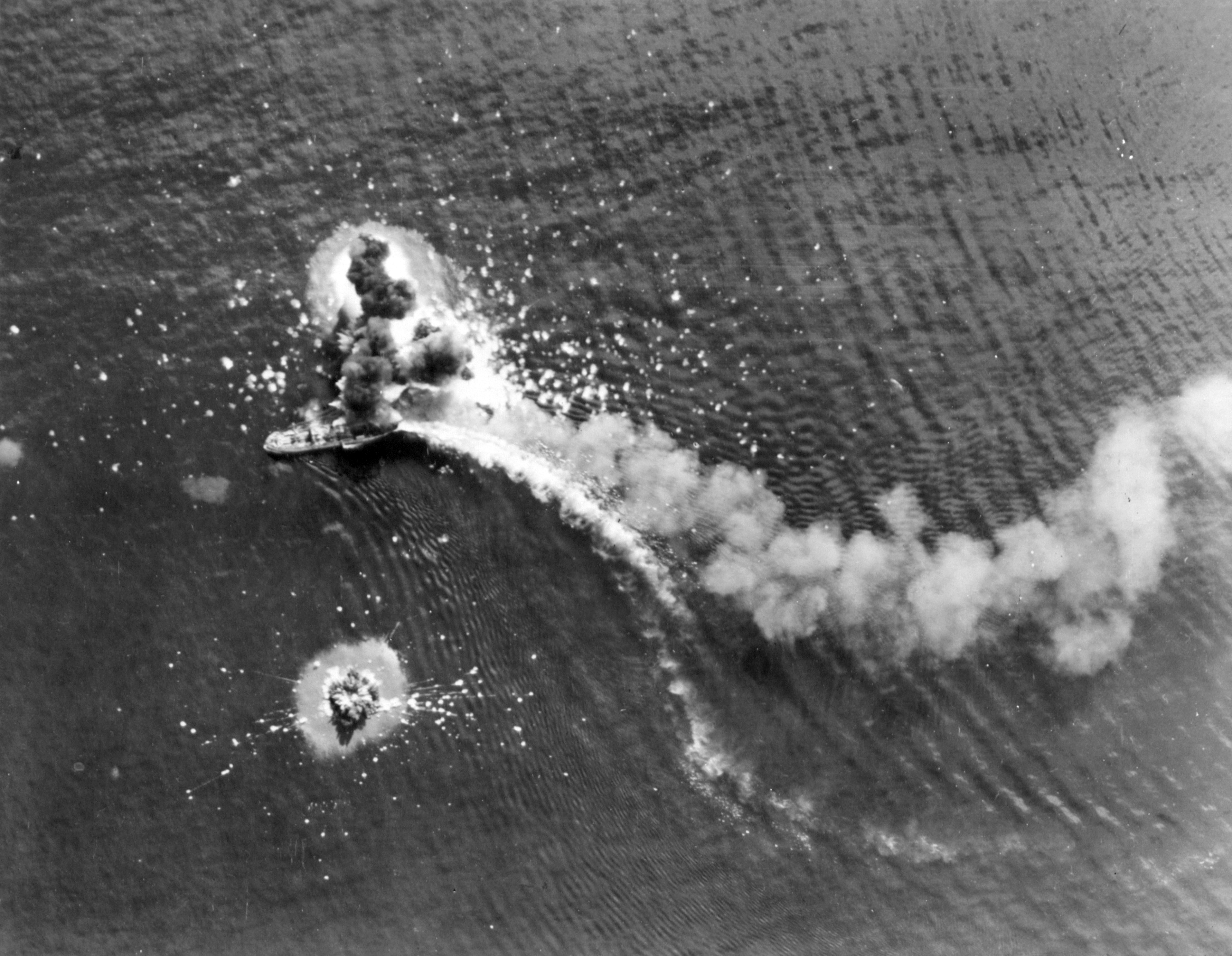
Una nave trasporto giapponese salta in aria, colpita dai B.24 Mitchell durante la battaglia del Mare di Bismarck

Proprio al largo della Nuova Guinea i giapponesi subirono una prima catastrofe tra il 3 e il 5 marzo, quando il convoglio del contrammiraglio Masatomi Kimura fu completamente distrutto dall'aviazione australiano-americana: le navi trasportavano materiali, armi e benzina avio di fondamentale importanza per le truppe e i mezzi a Lae e Salamaua, posizioni che il Quartier Generale imperiale sapeva essere gli obiettivi della prossima offensiva di MacArthur. Il rifornimento continuò precariamente mediante sommergibili o piccole navi che scaricavano a Wewak, molto a ovest delle due basi giapponesi.

## La seconda offensiva di MacArthur
I timori delle alte sfere giapponesi erano fondati: dopo l'occupazione preliminare di alcune isole dell'arcipleago Trobriand, a nord-est della Nuova Guinea, il 30 giugno in contemporanea all'offensiva di Halsey nelle Salomone MacArthur dette avvio a un massiccio bombardamento aereo sulle basi giapponesi in Nuova Guinea, subito seguiti da uno sbarco nella baia di Nassau; le forze americane, riunitesi a una divisione australiana circondata da un anno nella giungla a sud di Salamaua, accerchiarono la base giapponese. A settembre un secondo sbarco fu eseguito nel golfo di Houn senza che l'aviazione nipponica riuscisse a sventarlo, e il 5 vi fu il lancio di 1 700 paracadutisti a Nadzab, dove fu trasportata anche la 7ª divisione australiana: tutte queste forze puntarono su Lae o andarono a rafforzare le truppe alleate a Salamaua.
Il comando giapponese ordinò allora di evacuare le due basi, ormai inutilizzabili e costantemente bombardate dal mare e dal cielo. Le truppe nipponiche di Salamaua furono quasi tutte distrutte, mentre i 7500 uomini di stanza a Lae riuscirono, dopo una marcia di un mese, a raggiungere Sio, sulla costa nord,
Infine, il 2 ottobre, dopo feroci combattimenti, gli Alleati conquistarono Finschhafen, nella parte più orientale della costa nord: i giapponesi ripiegarono sulle montagne, dove si attestarono in attesa di rinforzi.
MacArthur era riuscito a scalzare i giapponesi dalle loro preziose basi aeree e a rendere sicuro lo Stretto di Vittiaz per il passaggio delle navi americane, oltre ad acquisire posizioni eccellenti per l'attacco a Rabaul e per sostenere l'attacco di Halsey nelle Salomone. Il generale dedicò i mesi di ottobre e novembre a riordinare e ingrossare le file delle sue truppe per una nuova offensiva.
Il 2 gennaio 1944 scattò la Operazione Dexterity, lo sbarco nei pressi di Saidor per sloggiarne i giapponesi, che costò loro 1 275 morti. Respinti dagli statunitensi, truppe e civili nipponici, dei quali molti reduci da Lae, dovettero compiere una terribile marcia di 300 chiolometri fino a Madang tartassati dagli australiani: alla fine quasi 10 000 erano morti di stenti e fame.

## Le operazioni nel 1944

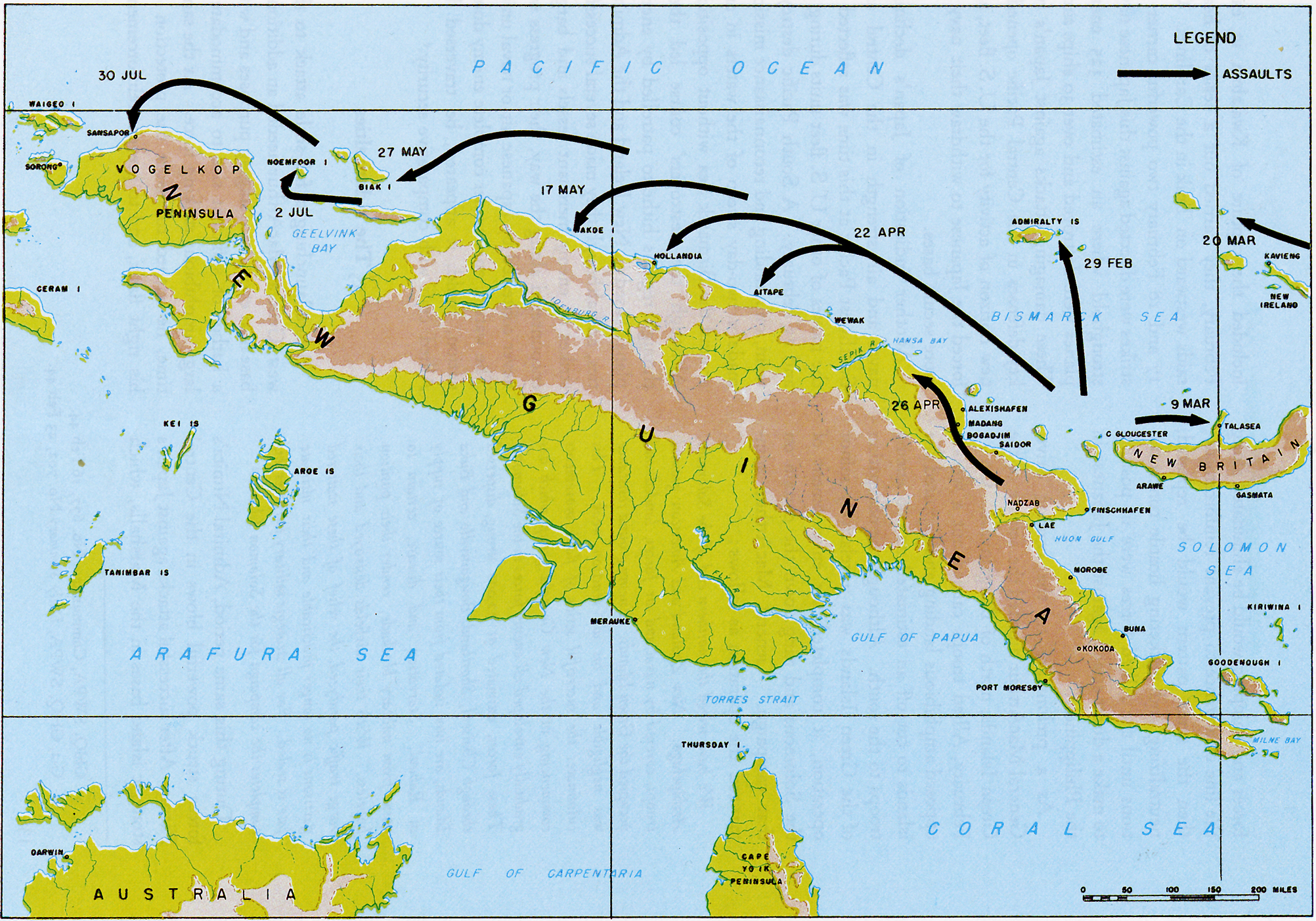
La complessiva visione delle operazioni anfibie condotte dagli Stati Uniti in Nuova Guinea

Eliminata con Rabaul ogni possibilità di rifornimento per le guarnigioni giapponesi in Nuova Guinea, MacArthur radunò quasi 90 000 uomini per lanciare una vasta offensiva al fine di riprendere l'isola, tenuta dalla 18ª Armata nipponica. Le operazioni ebbero inizio il 21 aprile con un bombardamento aereo di tutte le basi e le piste giapponesi sulla costa settentrionale; gli americani sbarcarono poi il 22 aprile ad Aitape (operazione Persecution) e ad est e ovest di Hollandia (operazione Reckless), che furono teatro di aspri scontri con le guarnigioni giapponesi che riunivano 15 000 uomini: alla fine 12 811 di loro erano stati uccisi, contro 527 statunitensi soltanto; molti soldati nipponici continuarono però a combattere per mesi nascondendosi nella giungla. Il 19 maggio era conquistata l'isola di Wakde e dopo due mesi di feroce lotta anche Biak fu presa. La marina imperiale tentò d'intervenire ma la squadra riunita per la Nuova Guinea fu dirottata sulle Marianne, per cui MacArthur proseguì senza troppe preoccupazioni la serie di sbarchi e attacchi aerei: con la conquista finale di Sansapor nella penisola di Volgelkop il 30 luglio 1944, tutta la costa nord della Nuova Guinea era stata liberata, il fronte era avanzato di 700 chilometri verso nord e le basi catturate sarebbero servite da trampolino per l'invasione delle Filippine, primario obiettivo di MacArthur, il quale s'impossessò il 15 settembre anche di Morotai nelle Isole Molucche per assicurarsi un'ulteriore base di partenza.